# Carsten Baumann (Fußballspieler, 1946)
Carsten Baumann (* 7. Oktober 1946) ist ein ehemaliger deutscher Fußballspieler. Der torgefährliche Flügelstürmer absolvierte bei Werder Bremen 1971 bis 1973 21 Bundesligaspiele und erzielte dabei drei Tore. Zuvor hatte er mit dem VfL Osnabrück in der zweitklassigen Fußball-Regionalliga Nord in den Jahren 1969 bis 1971 dreimal die Meisterschaft gewonnen und in der Aufstiegsrunde zur Bundesliga in 23 Spielen neun Tore erzielt.

## Karriere
Mit den Amateuren des SV Werder Bremen wurde der schnelle und torgefährliche Angreifer in der Saison 1965/66 in der Bremer 1. Amateurliga Vizemeister und konnte deshalb am Wettbewerb um die Deutsche Fußball-Amateurmeisterschaft teilnehmen. Nach Erfolgen gegen den SC Baden-Baden (6:0, 3:0), Union Böckingen (4:2, 1:1) und im Halbfinale gegen Amicitia Viernheim (2:3, 3:0) gewann er auch mit Mannschaftskameraden wie Gerhard Teupel, Claus Schygulla, Herbert Schröder und Jürgen Ey am 2. Juli 1966 in Herford die Deutsche Amateurmeisterschaft mit einem 5:1-Finalerfolg über die Amateure von Hannover 96, wo er sich als dreifacher Torschütze auszeichnete. In der Saison 1966/67 gehörte er dem Bundesligakader von Werder Bremen an, kam aber unter Trainer Günter Brocker im Kampf um den Klassenerhalt nicht zum Einsatz.
Der Trainer der Bremer Amateurmeistermannschaft Hans-Wilhelm Loßmann wechselte zur Saison 1967/68 nach Osnabrück in die damals zweitklassige Regionalliga Nord zum VfL Osnabrück. Mit ihm kamen neben Baumann auch noch Spielmacher Herbert Schröder und Jürgen Ey zum Team vom Stadion an der Bremer Brücke. Am Ende der Saison 1967/68 belegte Osnabrück den 7. Rang und Baumann hatte in 27 Ligaspielen acht Tore erzielt. Trainer Loßmann der im Streit schied, wurde im Verlauf der Runde durch den Jugoslawen Radoslav Momirski ersetzt, unter dem die wohl erfolgreichste Ära der Vereinsgeschichte der Lila-Weißen begann, welche in den drei Regionalligameisterschaften von 1969 bis 1971 mündete. In den drei Meisterschaftsrunden von 1969 bis 1971 erzielte der Flügelstürmer in 76 Ligaeinsätzen 42 Tore. Der erste Meisterschaftserfolg ragt mit 53:11 Punkten und 94:27 Toren dabei deutlich heraus. Vizemeister VfB Lübeck folgte mit neun Punkten Rückstand. Willi Mumme und Baumann bildeten die Flügelzange und der zentrale Angreifer Wolfgang Kaniber verwandelte die Vorlagen zu 30 Toren. In der Aufstiegsrunde zur Bundesliga wurden die Osnabrücker hinter der Mannschaft um Willi Lippens, Rot-Weiss Essen, mit 11:5 Punkten Gruppenzweiter. Beim 3:3-Heimremis am 8. Juni gelangen Baumann zwei Treffer; auch beim mit 1:3 verlorenen Rückspiel am 18. Juni zeichnete er sich als VfL-Torschütze aus. Als 1971 zum zweiten Mal der zweite Gruppenplatz belegt wurde, hatte der VfL aber keine wirkliche Chancen zum Aufstieg gehabt, denn der VfL Bochum setzte sich klar überlegen mit sieben Punkten Vorsprung durch. Baumann bestritt am 23. Juni 1971 bei einem 3:0-Auswärtserfolg beim Karlsruher SC sein letztes Spiel in der Bundesligaaufstiegsrunde und gehörte zu den Torschützen des Nordmeisters. Bis 1971 erzielte er in 106 Spielen 54 Tore für den VfL.
Vor der Bundesligasaison 1971/72 ging der Geschäftsführer von Werder Bremen, Hans Wolff, auf große Einkaufstour. Werder stellte eine „Millionenelf“ zusammen und zu den Neuverpflichtungen gehörte auch der begehrte Flügelstürmer des VfL Osnabrück und vormalige Werderaner, Carsten Baumann. Es kamen noch des Weiteren die Spieler Willi Neuberger, Werner Weist (beide Borussia Dortmund), Peter Dietrich, Herbert Laumen (beide Borussia Mönchengladbach) und Jürgen Weber von Hertha BSC an die Weser. Sportlich erfüllten sich die Erwartungen aber nicht. Baumann debütierte zwar am dritten Spieltag, den 28. August 1971, bei einer 0:4-Auswärtsniederlage bei Eintracht Frankfurt an der Seite von Werner Görts und Weist im Angriff von Werder in der Bundesliga, aber der Verlauf der Runde war von Disharmonie in Bremen geprägt, was im Verschleiß von vier Trainern in der Runde gipfelte: Robert Gebhardt versuchte sich an der Aufgabe die Neuen mit den Alten zu integrieren bis zum 26. September 1971, dann sollte der Meistertrainer des Jahres 1965, Willi Multhaup, das „Feld“ für den Jungtrainer Josef Piontek zu bestellen, welcher aber ab dem 8. Mai 1972 von dem alten „Haudegen“ Fritz Langner abgelöst wurde. Mit der Ausbeute von 31:37 Punkten konnte niemand zufrieden sein.
Baumann spielte bis Dezember 1972 bei Werder und erzielte in 21 Erstligaeinsätze drei Tore. Werder wurde in den beiden Saisonen jeweils Elfter. Der letzte Bundesligaeinsatz für Werder datiert vom 2. Dezember 1972 bei einer Einwechslung bei einer 1:3-Heimniederlage gegen Fortuna Düsseldorf; das erste Spiel für Kassel absolvierte Baumann bereits am 16. Dezember 1972 bei einer 2:3-Heimniederlage gegen München 1860. Im Dezember 1972 wechselte Baumann zum KSV Hessen Kassel in die zweitklassige Fußball-Regionalliga Süd, wo er bis 1974 in 41 Ligaspielen 16 Tore für den KSV erzielte. Baumann wurde in Kassel sesshaft, arbeitete dort als Angestellter im Finanzamt und beendete 1974/75 in der Hessenliga (10-0) seine Spielerlaufbahn.